# Garthorpe, Lincolnshire
Garthorpe är en by i civil parish Garthorpe and Fockerby, i distriktet North Lincolnshire, i grevskapet Lincolnshire, i England. Byn är belägen 10 km från Scunthorpe. Garthorpe var en civil parish 1866–1983 när blev den en del av Garthorpe and Fockerby och Twin Rivers. Civil parish hade 323 invånare år 1961. Byn nämndes i Domedagsboken (Domesday Book) år 1086, och kallades då Gerulftorp.